# Enric Navarro i Borràs
Enric Navarro i Borràs (Valencia, 1891 - Valencia, 1943) fue un escritor español que realizó toda su obra en valenciano.
Escribió poesía, novela y teatro. Dirigió durante su primera época la revista Taula de lletres valencianes y también dirigió durante un tiempo la revista La República de les Lletres. Gran parte su obra poética apareció en la recopilación El vol en arc (1935). Se alineó con Maximilià Thous Llorens y Carles Salvador en la disputa estética entre los vanguardistas y los tradicionalistas valencianos, frente a Eduard Martínez Ferrando, Miquel Duran de Valencia y el hermano de éste, Enric Duran i Tortajada.
Fue premiado a los Juegos Florales de Lo Rat Penat en los años 1917, 1922 y 1935. Fue uno de los signatarios de las Normas de Castellón de 1932. Formó parte, junto con Bernat Artola, Ricard Blasco, Adolf Pizcueta y Carles Salvador, de la delegación del País Valenciano en el II Congreso Internacional de Escritores para la Defensa de la Cultura, celebrado en Valencia en 1937.
Según Joan Fuster, en su poesía «Enric Navarro i Borràs alaba y ensalza el crecimiento ciudadano de Valencia, el brillo de las calles frívolas, la embriaguez de la velocidad».

## Obras

### Narrativa
- La casa de roín pastor (1914), novela.
- El preu de la ventura (1915), novela.
- De l'abisme al cim (1920), novela.
- Ni llar, ni amor, ni glòria (1920), novela en verso.
- Les desventures d'Abel (1930), novela.

### Teatro
- La mala senda
- La veu de l'amor
- La ratlla negra

### Poesía
- El caminant enamorat (1920)
- Fulles d'un llibre. De València (1921, poema presentado a los Juegos Florales de Barcelona)[4]
- El vol en arc (1935)